# 亞塞尼察
49°11′39″N 23°9′49″E / 49.19417°N 23.16361°E
亞塞尼察（烏克蘭語：Ясениця），是烏克蘭西部的村落，隸屬利沃夫州桑比爾區圖爾卡市鎮，處於斯特雷河右岸，始建於1527年，面積3平方公里，海拔高度550米，2001年人口867。